# Capilla de Nuestra Señora del Carmen de Tonchalá
La Capilla de Nuestra Señora del Carmen de Tonchalá es el lugar donde se fundó la ciudad colombiana de Cúcuta. Está ubicada en el corregimiento "Carmen del Tonchala". En épocas republicanas fue -como su nombre lo indica- una iglesia. En la actualidad es la Casa de la Cultura del corregimiento.en el año 1812